# La Vie passionnée des sœurs Brontë
Pour les articles homonymes, voir Dévotion.
Pour plus de détails, voir Fiche technique et Distribution.
La Vie passionnée des sœurs Brontë (Devotion) est un film américain réalisé par Curtis Bernhardt et sorti en 1946.

## Fiche technique
- Titre : La Vie passionnée des sœurs Brontë
- Titre original : Devotion
- Réalisation : Curtis Bernhardt
- Scénario : Keith Winter d'après l'histoire de Theodore Reeves
- Production : Robert Buckner pour la Warner Bros
- Photographie : Ernest Haller
- Montage : Rudi Fehr
- Musique : Erich Wolfgang Korngold
- Décors : Robert M. Haas
- Costumes : Milo Anderson
- Pays d'origine :  États-Unis
- Langue : anglais
- Format : noir et blanc – 35 mm – 1,37:1 – mono (RCA Sound System)
- Genre : drame
- Durée : 107 minutes
- Dates de sortie :
  - États-Unis : 20 avril 1946
  - France : 3 septembre 1947

## Distribution
- Olivia de Havilland  (V.F : Renée Simonot)  : Charlotte Brontë
- Ida Lupino (V.F :  Françoise Gaudray)  : Emily Brontë
- Paul Henreid  (V.F : Michel Gudin)  : Le révérend Arthur Nichols
- Nancy Coleman : Anne Brontë
- Sydney Greenstreet : William Makepeace Thackeray
- Arthur Kennedy : Branwell Brontë
- Dame May Whitty : Lady Thornton
- Victor Francen : Henri Heger
- Montagu Love : Le révérend Patrick Brontë
- Eily Malyon : L'amie de Lady Thornton au bal
- Forrester Harvey : Hoggs
- Billy Bevan  : Ames, le drapier
- Geoffrey Steele
- Ethel Griffies : La tante Branwell
- Edmond Breon : Sir John Thornton
- Doris Lloyd : Mme Ingraham
- Odette Myrtil : Mme Heger